# アウルス・コルネリウス・ケルスス

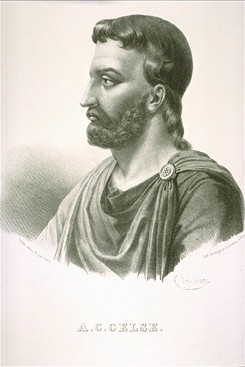
ケルスス（19世紀に描かれた肖像画）

De medicina

アウルス・コルネリウス・ケルスス（Aulus Cornelius Celsus、紀元前25年頃 - 紀元後50年頃）は古代ローマの学者。現存する著書"De Medicina"（医学論）で知られるが、これは失われた百科事典のごく一部に過ぎないと考えられている。『医学論』は食事療法、薬学、外科的治療その他に触れたごく初期の重要な資料であり、ローマ世界の医学知識を知る上で最上の資料の一つである。彼の百科事典の失われた巻は、おそらく農業、法律、修辞学、軍事などを扱っていたと思われる。

## 生涯
ケルススの生涯に関しては全く知られていない。彼のプラエノーメン（個人名）すら不確定であり、アウレリウス（Aurelius）ともアウルス（Aulus）とも言われるが、後者のほうがより信頼性が高い。『医学論』のちょっとした記述（テミソンが当時老年期にあったという言及）から、彼がアウグストゥスからティベリウスの時代の人物であることが推測されている。彼の暮らした土地は不明であるが、彼はある特定の種のつる植物（大プリニウスによるとガリア・ナルボネンシス特産）に言及しているため、ガリア・ナルボネンシスが問題の土地ではないかという説がある。ケルススが自らの医学的知見を実験に基づくものと記述し推奨していることは確かだが、彼が医学を専門としていたかどうかは定かではない。クインティリアヌスは、ケルススの著作には文学や、農学、用兵術などが含まれていることを指摘している。

## 『医学論』
『医学論』は全8巻から成る。
序文では既存の医学理論の妥当性に関する議論や、動物実験と人体実験の是非についての議論がなされている。
病気の治療に関するケルススの手法の原則は、健常な身体の働きをよく観察し、患者の身体がそこから外れていれば矯正するというものである。彼は発熱を、病的な何かを体外に追い出そうとする自然の作用であると認識しており、それを闇雲に止めようとすることは却って健康に害があると考えていた。ただしケルススは瀉血と瀉下薬の使用（今日的な観点からすれば正しくない）を詳細な説明と共に推薦しているほか、彼の処方は多くの点で19世紀以降の医学とは隔たりがある。ケルススは阿片を用いた調薬についても詳細に述べている。さらに、彼は1世紀のローマにおける様々な外科治療について書き残している。例えば白内障の除去、結石の処置、骨折の治療などである。
ヒポクラテスは悪性の腫瘍を"carcinos"（カニないしザリガニを意味するギリシア語）と呼んだが、それを"cancer"（カニを意味するラテン語）と訳したのはケルススである。
ケルススの著作が最初に印刷されたのは1478年のことである。彼の文体は、アウグストゥス時代が産んだ最上の作家による清澄さと優雅さの体現であるとされ、ながらく尊重されている。

## 日本語訳
- ケルスス『医学について』、石渡隆司・小林晶子訳

京都大学学術出版会〈西洋古典叢書〉、2025年3月。ISBN 9784814004270